# Catherine Carswell
Catherine Carswell   (Glasgow, 27 de març de 1879 - Oxford, 19 de març de 1946) Catherine Roxburgh Carswell, de soltera Macfarlane, va ser una autora, biògrafa i periodista escocesa, actualment coneguda com una de les poques dones que va participar en el Renaixement escocès. La seva biografia del poeta escocès Robert Burns va suscitar controvèrsia, però dues novel·les seves anteriors, ambientades a la Glasgow eduardiana, van ser poc notòries fins a la seva republicació per l'editorial feminista Virago el 1987. La seva obra es considera ara com una part integral dels escrits de dones escoceses de principis del segle xx.

## Biografia
Catherine Macfarlane va néixer a Glasgow, la segona de quatre fills de George i Mary Anne Macfarlane (de soltera Lewis), de classe mitjana de l'Església Lliure de Glasgow. Va assistir a la nova "Park School for Girls" de la ciutat i va créixer a Garnethill, on es troba la "Glasgow School of Art". Va assistir a classes nocturnes allà, on el director de la classe de vida a partir de 1906 era el pintor Maurice Greiffenhagen, amb qui més tard va tenir una relació. El 1901 es va matricular a classes de literatura anglesa a la Universitat de Glasgow. Entre els seus professors hi havia Walter Raleigh i Adolphus A. Jack. Encara que la veia com una alumne estrella, com a dona no podia rebre un títol. Després va estudiar música durant dos anys al Conservatori Hoch de Frankfurt, un període en què va aprofitar quan va escriure The Camomile. Va tornar a Glasgow amb la intenció d'un futur en les arts.

## Primer matrimoni
El setembre de 1904, Macfarlane va conèixer el seu primer marit, Herbert Jackson, un veterà de la Segona Guerra Bòer i artista que patia deliris paranoics. Es va casar amb ell després d'un "festejament remolí" de només un mes. Pensant que era estèril, va acusar Catherine de trair-lo quan va saber notícies del seu embaràs i el març de 1905 va amenaçar-la de matar-la. Va ser ingressat en una institució mental per a la resta de la seva vida, sent considerat massa perillós per alliberar-lo. Mai va conèixer la seva filla, Diana, que va néixer l'octubre següent i va morir el 1913.
El 1908 Catherine va fer història legal quan el seu matrimoni amb Herbert Jackson es va dissoldre després d'haver demostrat que la seva malaltia mental havia començat abans del seu compromís, de manera que ell no era conscient del que estava fent quan s'hi va casar.

## Crítica i escriptora
Treballant com a crític per al Glasgow Herald, Macfarlane va començar una relació amb l'artista Maurice Greiffenhagen, que aleshores estava al cim de la seva fama i va passar a ser acadèmic. Ell era 17 anys més gran, casat i amb una família. Al voltant d'aquesta època va començar a establir nombroses connexions literàries. Més tard es va convertir en una amiga íntima de D. H. Lawrence.
La seva filla Diana va morir de pneumònia el 1913, dos anys després que s'haguessin traslladat a Londres. Per aquella època va començar a treballar en la seva primera novel·la, Open the Door!, i es va comprometre amb Donald Carswell, un conegut de la Universitat de Glasgow i del Glasgow Herald, amb qui es va casar a principis de 1915. El seu fill John va néixer la tardor següent.
El mateix any va perdre la feina després d'escriure una crítica favorable a The Rainbow de D. H. Lawrence, però va romandre a la premsa com a crític assistent de drama per a "The Observer". Durant la tardor de 1916, gairebé havia acabat la seva novel·la i va intercanviar llargues cartes al respecte amb Lawrence, que a canvi li va demanar consell sobre la seva novel·la més recent, Women in Love.
Carswell obre la porta! finalment va aparèixer el 1920 i va guanyar un premi Andrew Melrose de 250 guinees (262,10 £). Sense ser autobiogràfica, la seva història de la Joanna de Glasgow s'assembla en molts aspectes a la seva pròpia vida a la recerca de la independència. Melrose, que va seleccionar el llibre personalment, va dir que va causar una "profunda impressió" en ell. Dos anys més tard va publicar la seva segona i darrera novel·la, The Camomile, un altre retrat d'una dona que vivia a Glasgow a principis de segle.

## Biògrafa
Cap dels seus dos primers llibres li va portar fama o fortuna. Es va fer coneguda només després d'acabar una controvertida biografia del poeta nacional d'Escòcia, Robert Burns, l'any 1930. Els fans de Burns Orthodox van rebutjar aquest relat franc i desmitificador de la vida del poeta. El Burns Club la va atacar amb sermons a la catedral de Glasgow i algú li va enviar una bala acompanyada d'una carta demanant-li que "fer del món un lloc més net".
Després de la mort de D. H. Lawrence, Carswell va començar immediatament a treballar en la seva biografia, que va aparèixer el 1932 com a The Savage Pilgrimage. La primera impressió del llibre contenia passatges considerats calumniosos per John Middleton Murry, que va intentar suprimir-lo (havia escrit una biografia rival, Son of Woman, a la qual el treball de Carswell va ser essencialment una resposta). Les amenaces de Murry de demandar per difamació van fer que l'editorial, Chatto i Windus, retiressin del mercat còpies no venudes de la primera edició i fessin canvis i supressions que van afectar les impressions posteriors fins que, molt després de la mort de Murry el 1957, el text original es va tornar a publicar el 1981. per Cambridge University Press.

## Vida posterior
A la dècada de 1930 van seguir tres antologies, algunes ressenyes periodístiques i una tercera biografia, The Tranquil Heart (1937), sobre l'autor i poeta renaixentista italià Giovanni Boccaccio. El 1936 va sorgir una publicació dedicada a Lord Tweedsmuir (John Buchan), escrita en col·laboració amb el seu marit Donald i la il·lustradora Evelyn Dunbar (després encarregada com una de les poques artistes britàniques oficials de la Segona Guerra Mundial): The Scots Week-End i Caledonian Vade-Mecum per a amfitrió, convidat i vianant (George Routledge & Sons Ltd).
El 1940 el seu marit Donald va morir en un accident de carrer durant una apagada per bombardeig. Va continuar vivint sola a Londres, treballant en una biografia en dos volums de John Buchan juntament amb la seva vídua, Lady Tweedsmuir. El volum 1, The Clearing House, va aparèixer el 1946 i el volum 2, John Buchan de His Wife and Friends, el 1947.
Catherine Carswell va morir de pleuresia després d'una pneumònia el 18 de febrer de 1946, als 66 anys, a la "Radcliffe Infirmary d'Oxford". El seu fill John va editar els seus textos autobiogràfics fragmentaris i els va publicar el 1950 com a Lying Awake: An Unfinished Autobiography.